# Bactrianoscythris khinjani
Bactrianoscythris khinjani is een vlinder uit de familie dikkopmotten (Scythrididae). De wetenschappelijke naam van deze soort is voor het eerst geldig gepubliceerd in 2009 door Pietro Passerin d'Entrèves & Angela Roggero.

## Type
- holotype: "male. 5.-11.VII.1966. leg. H.G. Amsel. genitalia slide no. 9425 PdE"
- instituut: SMNK, Karlsruhe, Duitsland
- typelocatie: Afghanistan, Salang-Pass, N Side, Khinjan, 2100 m.